# Pyramica mekaha
Pyramica mekaha är en myrart som först beskrevs av Bolton 1983.  Pyramica mekaha ingår i släktet Pyramica och familjen myror. Inga underarter finns listade i Catalogue of Life.